# Huismes
Huismes és un municipi francès, situat al departament de l'Indre i Loira i a la regió de Centre – Vall del Loira. L'any 2007 tenia 1.505 habitants.

## Demografia

### Població
El 2007 la població de fet de Huismes era de 1.505 persones. Hi havia 590 famílies, de les quals 154 eren unipersonals (63 homes vivint sols i 91 dones vivint soles), 166 parelles sense fills, 222 parelles amb fills i 48 famílies monoparentals amb fills.
La població ha evolucionat segons el següent gràfic:
Habitants censats

### Habitatges
El 2007 hi havia 730 habitatges, 599 eren l'habitatge principal de la família, 78 eren segones residències i 52 estaven desocupats. 716 eren cases i 9 eren apartaments. Dels 599 habitatges principals, 467 estaven ocupats pels seus propietaris, 124 estaven llogats i ocupats pels llogaters i 9 estaven cedits a títol gratuït; 2 tenien una cambra, 36 en tenien dues, 88 en tenien tres, 193 en tenien quatre i 280 en tenien cinc o més. 379 habitatges disposaven pel capbaix d'una plaça de pàrquing. A 242 habitatges hi havia un automòbil i a 317 n'hi havia dos o més.

### Piràmide de població
La piràmide de població per edats i sexe el 2009 era:
| Homes | Edats   | Dones |
| ----- | ------- | ----- |
| 4     | 95 o +  | 0     |
| 0     | 90 a 94 | 4     |
| 4     | 85 a 89 | 16    |
| 4     | 80 a 84 | 4     |
| 32    | 75 a 79 | 36    |
| 20    | 70 a 74 | 12    |
| 20    | 65 a 69 | 52    |
| 36    | 60 a 64 | 48    |
| 36    | 55 a 59 | 24    |
| 52    | 50 a 54 | 44    |
| 56    | 45 a 49 | 44    |
| 80    | 40 a 44 | 56    |
| 56    | 35 a 39 | 60    |
| 40    | 30 a 34 | 44    |
| 32    | 25 a 29 | 24    |
| 36    | 20 a 24 | 20    |
| 60    | 15 a 19 | 48    |
| 64    | 10 a 14 | 52    |
| 32    | 5 a 9   | 56    |
| 44    | 0 a 4   | 28    |

## Economia
El 2007 la població en edat de treballar era de 948 persones, 682 eren actives i 266 eren inactives. De les 682 persones actives 631 estaven ocupades (351 homes i 280 dones) i 52 estaven aturades (25 homes i 27 dones). De les 266 persones inactives 108 estaven jubilades, 74 estaven estudiant i 84 estaven classificades com a «altres inactius».

### Ingressos
El 2009 a Huismes hi havia 613 unitats fiscals que integraven 1.581,5 persones, la mediana anual d'ingressos fiscals per persona era de 18.210 €.

### Activitats econòmiques
Dels 33 establiments que hi havia el 2007, 1 era d'una empresa extractiva, 1 d'una empresa alimentària, 2 d'empreses de fabricació d'altres productes industrials, 9 d'empreses de construcció, 10 d'empreses de comerç i reparació d'automòbils, 1 d'una empresa de transport, 3 d'empreses d'hostatgeria i restauració, 2 d'empreses d'informació i comunicació, 2 d'entitats de l'administració pública i 2 d'empreses classificades com a «altres activitats de serveis».
Dels 14 establiments de servei als particulars que hi havia el 2009, 2 eren tallers de reparació d'automòbils i de material agrícola, 2 paletes, 3 guixaires pintors, 1 fusteria, 2 lampisteries, 2 perruqueries i 2 restaurants.
Dels 3 establiments comercials que hi havia el 2009, 1 era una botiga de més de 120 m², 1 una botiga de menys de 120 m² i 1 una fleca.
L'any 2000 a Huismes hi havia 34 explotacions agrícoles que ocupaven un total de 975 hectàrees.

## Equipaments sanitaris i escolars
El 2009 hi havia 1 escola maternal i 1 escola elemental.

## Poblacions més properes
El següent diagrama mostra les poblacions més properes.